# Nikolaos Zervos
Nikolaos Zervos (griechisch Νικόλαος Ζερβός, auch Nikolaos Rokas Νικόλαος Ρόκας oder Zervonikolas Ζερβονικόλας, * 1780 in Kountoura Megaridas, Westattika; † Januar 1823 in Neapoli, Kreta) war ein General des Griechischen Unabhängigkeitskriegs.

## Jugend
Nikolaos Zervos wurde in Kountoura, das damals zur Megaris gehörte geboren. Alternativ dazu wird als Geburtsort der Nachbarort Eleusis genannt. 1790 wurde sein Heimatort von den Osmanen erobert und der 10-jährige Nikolaos Zervos wurde nach Istanbul gebracht, um ihn zu einem Soldaten der Janitscharen auszubilden. Er wurde von nun an mit dem türkischen Namen Mustafa gerufen und verdiente sich schon bald den Namen Dayi Mustafa (griechisch Νταῆ Μουσταφᾶ, türk. dayi = tapfer). Mustafa kam schließlich in den Dienst von Abu Ahmed Pascha, dem Adjutanten des Sultans. Dieser war mit Maria, der Tochter des Freiheitskämpfers Daskalogiannis, verheiratet, da er seine Frau sehr schätzte, war ihr erlaubt ihren christlichen Glauben weiter auszuüben. Mustafa gab sich ihr als Grieche und Christ zu erkennen und stand von nun an unter ihrem persönlichen Schutz. 1816 starb Abu Ahmed Pascha und in den folgenden zwei Jahren auch seine beiden Kinder, die er mit Maria gezeugt hatte. Maria ging in ein Kloster auf Tinos und Mustafa kehrte in seine Heimat zurück.

## Freiheitskampf
Nikolaos Zervos begab sich nach Kleinasien. Hier kam er mit Kleften, griechischen Freiheitskämpfern, die vornehmlich aus Kreta stammten, in Verbindung. Unter dem Namen Dayi Mustafa gab er sich als albanischer Muslim aus und verfolgte Räuber, die Christen zusetzten. Als 1821 der griechische Unabhängigkeitskrieg begann, erhielt Nikolaos Zervos von Maria Geld, um 20 Mann zu rekrutieren. Zervonikolas begab sich nach Samos und traf sich mit Georgios Andreas Daskalaki, dem Enkel von Daskalogiannis, der auch Georgios Tselepis genannt wurde. Mit 30 Mann segelten sie nach Kreta und trafen sich mit anderen Freiheitskämpfern in Sfakia. Am 7. April 1821 beschloss man in Loutro, die Revolution auf Kreta auszurufen. Zervonikolas nahm an der pankretischen Revolutionsversammlung am 27. Mai 1821 in der Kirche Panagia Thymiani bei Chora Sfakion teil.
Zusammen mit Georgios Tselepis errang Zervonikolas am 14. Juni 1821 bei Loulos bei Chania einen Sieg. Am 3. und 4. Dezember misslang der Versuch, die Festung von Nafplio zu erobern. Am 17. Januar des folgenden Jahres befreite Zervonikolas zusammen mit Partisanen, die er aus Kleinasien kannte, das Kloster Arkadi aus den Händen des Osmanen Getim Ali, nahm ihn gefangen und ließ ihn enthaupteten. Als im März Mavrothalassitis im Kampf fiel, wurde Nikolaos Zervos sein Nachfolger und zum Pentakosiarchos (Dienstgrad: Befehlshaber über Fünfhundertschaft) ernannt.
Im August 1822 landete Hassan Pascha mit türkisch-ägyptischen Truppen auf Kreta. Am 22. August versuchte Hassan über einen Pass von Westen auf die Lasithi-Hochebene zu gelangen. Bei dem Ort, der Tsoulis’ Grab genannt wird, wehrten Zervonikolas und Kazanomanolis die Angreifer ab und erbeuteten Waffen und Munition. Daraufhin versuchte Hassan bei einem nächtlichen Überraschungsangriff über den Pass von Ambelos zu gelangen und wurde abermals abgewehrt. Afendoulis ernannte im Herbst Nikolaos Zervos zum Oberbefehlshaber der östlichen Provinzen. Im November beschloss man, Ierapetra aus den Händen der Türken zu befreien. Man plante einen Überraschungsangriff, doch an dem geplanten und dem darauffolgenden Tag gab es unwetterartige Regenfälle, wodurch die Durchführung unmöglich wurde. Schließlich erfuhren die Türken von der Mission, verstärkten ihre Truppen und schlugen den Angriff der Rebellen zurück.
Zwischen den griechischen Feldherren kam es aufgrund gegenseitiger Schuldzuweisungen zu Streitigkeiten. Zervos und Kouskoumbes begaben sich im Januar 1823 nach Agios Nikolaos und nahmen von einem europäischen Schiff Waffen und Munition entgegen. Zervos erkrankte an Lungenentzündung, begab sich nach Kenourgio Chorio, wo er kurze Zeit später starb und begraben wurde. Hassan Pascha war hocherfreut über den Tod des Feldherren. Als er kurze Zeit später nach Kenourgio Chorio kam, ließ er den Leichnam von Nikolaos Zervos exhumieren und ihn als Zielscheibe für die Gewehrschützen verwenden.